# Josef Barák

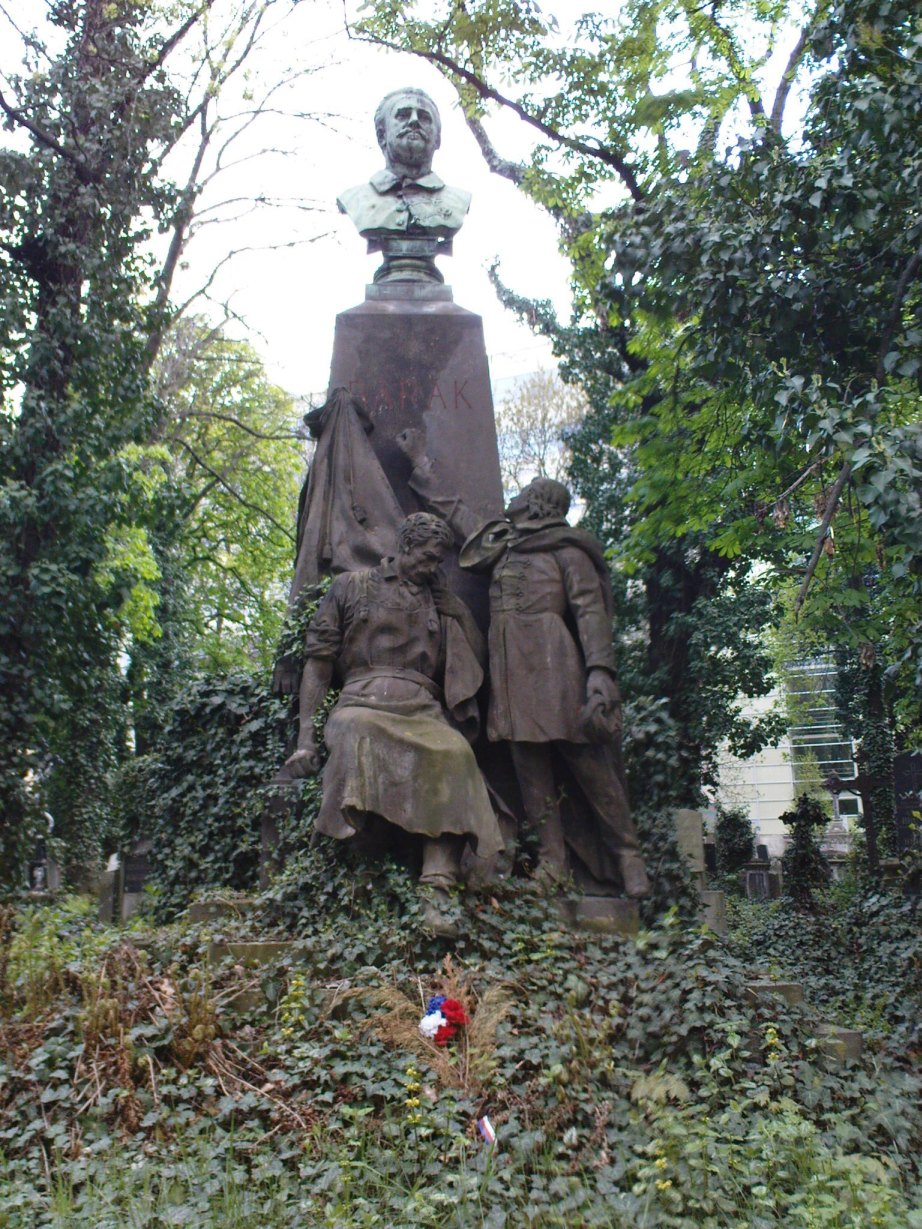
Pomník Josefa Baráka na Olšanských hřbitovech

Josef Barák (26. ledna 1833 Praha – 15. listopadu 1883 Praha) byl český novinář, básník a spisovatel.

## Život
Narodil se v rodině domovníka (Hausmeister) Josefa Baráka a jeho manželky Rosalie Palečkové. Byl nejmladší z deseti dětí, z nichž šest zemřelo předčasně. Otec příslušel do Zásmuk, kde Josef Barák trávil prázdniny. V Zásmukách se během letních pobytů sblížil s o rok mladším Janem Nerudou, jehož otec odsud též pocházel.
Vzdělání získal na farní škole u Nejsvětější Trojice ve Spálené ulici a na piaristickém gymnáziu.
Od roku 1857, kdy uveřejnil svou básnickou prvotinu, poznávala česká kulturní veřejnost Josefa Baráka jako básníka. Náležel k mladé literární generaci, která se v květnu 1858 představila almanachem Máj. Barák byl redaktorem almanachu, neboť jeho hlavním inspirátorům Nerudovi a Hálkovi nebylo tehdy ještě potřebných čtyřiadvacet let.
Když se po mrtvých létech Bachova absolutismu začínal znovu rozvíjet český národní život, patřil Barák k jeho předním organizátorům. Pořádal české besedy, byl předsedou Akademického čtenářského spolku, patřil mezi zakladatele Sokola, Umělecké besedy i četných studentských spolků.
Zaměstnáním a hlavním oborem Barákovy činnosti bylo novinářství. V roce 1857 se stal redaktorem Prager Morgenpost, a když počátkem 60. let vznikaly časopisy české, redaktorem Času a později Hlasu. V letech 1867 až 1873 vydával a řídil časopis Svoboda. V rámci rodícího se mladočeského hnutí představoval Barák spolu s Nerudou jakýsi „plebejský demokratický radikalismus", navazující na dědictví radikálních demokratů z let revoluce 1848–49. Jako důsledný demokrat si Barák všímal dělnických problémů a účastnil se akcí dělníků, pro které požadoval rovnoprávnost v politickém životě. V září 1871 byl zvolen redaktorem prvního dělnického časopisu Dělnických listů. Svým nacionalismem se však dostával do rozporu se smýšlením některých socialistů ve vydavatelském sboru časopisu, a proto se v srpnu 1872 redakce vzdal. Od 1. října 1874 byl Barák odpovědným redaktorem mladočeských Národních listů, tehdy největších a nejvlivnějších českých novin.
Již od studentských demonstrací v květnu 1860 se Barák těšil neobyčejné pozornosti policie a byl také několikrát stíhán soudně. Ve své době byl velmi populární a oblíbenou osobností. Dnes je jeho jméno známé jen užšímu kruhu zájemců o české dějiny. Neprávem, neboť, jak o něm napsal ve svých vzpomínkách spisovatel Antal Stašek, "svými náhledy předbíhal svou dobu, což bývá vždy známkou duchů nad obecnou úroveň vynikajících".
Josef Barák zemřel 15. listopadu 1883, svobodný a bezdětný, na zánět ledvin; je pochován na Olšanských hřbitovech.

## Dílo
Za jeho života nebyla Barákova díla knižně vydána. Působil jako novinář, jeho básnické příspěvky se objevovaly především v letech 1857–1863 v almanachu Máj a dalších časopisech. Překládal též z němčiny a francouzštiny.